# Honkalampi (sjö i Libelits, Norra Karelen)
Honkalampi är en sjö i kommunen Libelits i landskapet Norra Karelen i Finland. Sjön ligger 86,5 meter över havet. Den är 20,9 meter djup. Arean är 48 hektar och strandlinjen är 4,49 kilometer lång. Sjön  ingår i Vuoksens huvudavrinningsområde.   Den ligger omkring 13 kilometer väster om Joensuu och omkring 360 kilometer nordöst om Helsingfors. 